# Adonisea brevis
Adonisea brevis är en fjärilsart som beskrevs av Augustus Radcliffe Grote 1864. Adonisea brevis ingår i släktet Adonisea och familjen nattflyn. Inga underarter finns listade i Catalogue of Life.